# Желегоже
Желего̀же или Желигоже (на гръцки: Πεντάβρυσο, Пендаврисо, катаревуса: Πεντάβρυσον, Пендаврисон, до 1928 година Ζελιγκόσδη, Зелигосди или Ζελεγκόσδη, Зелегосди) е село в Егейска Македония, Република Гърция, в дем Костур, област Западна Македония.

## География
Селото е разположено в Костурската котловина близо до десния бряг на река Бистрица (Алиакмонас), наричана тук Белица. Отдалечено е на 17 километра югозападно от демовия център Костур, на 12 километра западно от Хрупища (Аргос Орестико) и на 8 километра североизточно от Нестрам.

## История

### Етимология
Според академик Иван Дуриданов името е по-старо *Желегождже, притежателно прилагателно със суфикс -je (среден род според село) от личното име Желегодъ.

### Античност
В 1999 година в Желегоже е открита надгробен барелеф на жена от IV век пр. Хр., смятан за един от най-добрите, откривани в Егейска Македония.

### В Османската империя
В XV век в Желекожд са отбелязани поименно 95 глави на домакинства. В османските данъчни регистри от средата на XV век Желогожде е споменато с 41 глави на семейства и четирима неженени: Добри, Атанас, Михо, Дорин, Славе, Манко, Никола, Мано, Стайо, Йорг, Никола, Койос, Дабижив, Йорг, Мано, Алекса, Тодор, Димитри, Стайко, Петро, Михо, Михал, Продан, Николас, Димо, Димо, Йорг, Яно, Стайо, Радослав, Герг, Гърдан, Бесран, Чървенко, Димо, Дойчин, Димо, Михо, Дияк, Коста и Папа Тодор. Общият приход за империята от селото е 3350 акчета.
В края на XIX век Желегоже е смесено българо-помашко село в Костурска каза на Османската империя. Според статистиката на Васил Кънчов („Македония. Етнография и статистика“) в 1900 Желегоже има 330 жители българи християни и 650 българи мохамедани.
На Етнографската карта на Битолския вилает на Картографския институт в София от 1901 година Желегоже е смесено българо-влашко-турско село в Костурската каза на Корчанския санджак с 217 къщи.
В началото на XX век християнското население на Желегоже е разделено в конфесионално отношение. По данни на секретаря на Българската екзархия Димитър Мишев („La Macédoine et sa Population Chrétienne“) в 1905 година в Зелегоже има 152 българи екзархисти, 160 българи патриаршисти гъркомани 18 власи и работят българско и гръцко училище.
Гръцка статистика от 1905 година представя селото като смесено гръцко-турско с 500 жители гърци и 1000 турци.
Според Георгиос Панайотидис, учител в Цотилската гимназия, в 1910 година в Зелегости (Ζελεγόστη) има 150 семейства, от които само 15 „българогласни“ християни, а останалите мюсюлмани туркофони, коняри вероятно от Кония, подобно на хрупищките турци.
Според Георги Константинов Бистрицки Желегоже преди Балканската война има 20 български и 200 турски къщи, а според Георги Христов и 2 куцовлашки.
При избухването на Балканската война в 1912 година един човек от Желегоже е доброволец в Македоно-одринското опълчение.
На етническата карта на Костурското братство в София от 1940 година, към 1912 година Гелегоже е обозначено като турско селище.

### В Гърция
През войната селото е окупирано от гръцки части и остава в Гърция след Междусъюзническата война. Боривое Милоевич пише в 1921 година („Южна Македония“), че Желегош има 40 къщи славяни християни и 100 къщи турци. През 20-те години мюсюлманските му жители се изселват и на тяхно място от Турция са настанени гърци караманлии туркофони и няколко семейства понтийски гърци, които в 1928 година са 378 или според други данни 105 семейства и 358 души.
В 1928 година селото е прекръстено на Пендаврисон.
По време на Втората световна война в селото е създадена чета на българската паравоенна организация Охрана. Селото е първото нападнато от частите на ЕЛАС на 28 април 1943 година – изгорени са всички български къщи, като изгаря жива и баба Зоя. Жителите на селото бягат в Четирок и Костур. Селото е нападано и от банди от гръцки бежанци и от италианските окупационни части.
По време на Гръцката гражданска война селото отново пострадва значително - жителите му се сражават на страната на ДАГ, 35 души и няколко семейства го напускат към България и другите социалистически страни. В селото остават само 10 семейства с български произход.
Традиционно жителите на селото се занимават със земеделие - отглеждат градинарски култури, тютюн и жито - както и със скотовъдство.
| Име   | Име    | Ново име   | Ново име   | Описание                                 |
| ----- | ------ | ---------- | ---------- | ---------------------------------------- |
| Цемна | Τσέμνα | Воскотопос | Βοσκότοπος | връх в Одре, Ю от Желегоже и И от Галища |

| Година    | 1913 | 1920 | 1928 | 1940 | 1951 | 1961 | 1971 | 1981 | 1991 | 2001 | 2011 | 2021 |
| --------- | ---- | ---- | ---- | ---- | ---- | ---- | ---- | ---- | ---- | ---- | ---- | ---- |
| Население | 718  | 705  | 597  | 888  | 645  | 616  | 550  | 632  | 759  | 662  | 599  | 550  |

## Личности
Родени в Желегоже
- Апостол Зисов, македоно-одрински опълченец, Втора рота на Единадесета сярска дружина, носител на орден „За храброст“ IV степен[22]
- Константинос Симеофоридис (1931 – 2017), гръцки политик
- Костандо Живков (1867 – 1904), български революционер, костурски войвода на ВМОРО
- Панайот Гелев (1939 – 2012), български карикатурист
- Христо Гълъбов (1898 – 1963), деец на ГКП и ВМРО (обединена)